# Aspire Zone
Aspire Zone, também conhecida como Doha Sports City, é uma 250 ha (2.5 km2)   complexo esportivo localizado no distrito de Baaya em Doha, Qatar . De propriedade da Aspire Zone Foundation, foi estabelecido como destino esportivo internacional em 2003 e no ano seguinte foi inaugurado um centro educacional para o desenvolvimento de campeões esportivos ( Aspire Academy ). O complexo contém várias instalações esportivas, a maioria construída em preparação para os Jogos Asiáticos de 2006 .

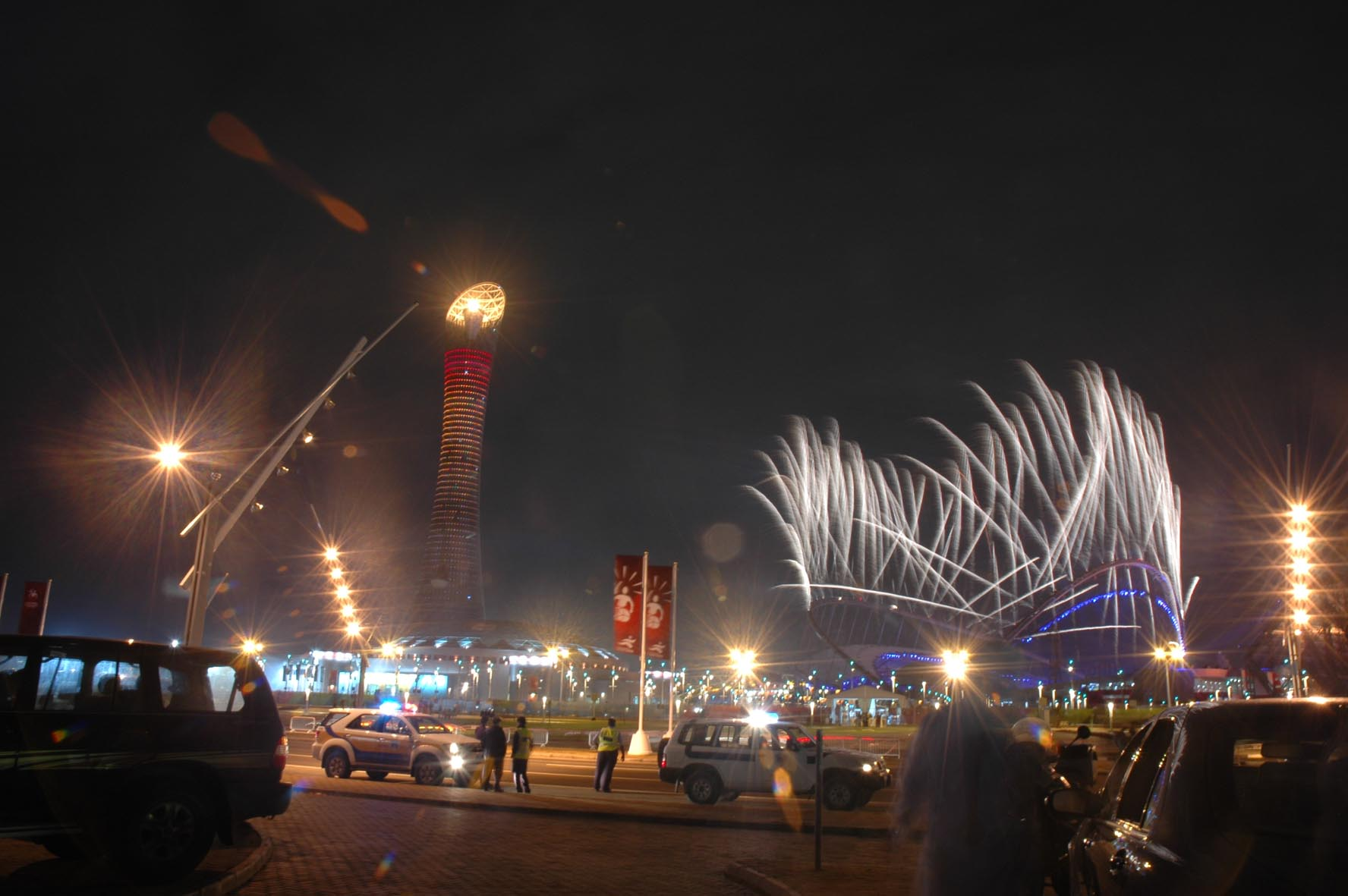
Visão geral do complexo durante a Cerimônia de Abertura dos Jogos Asiáticos de 2006

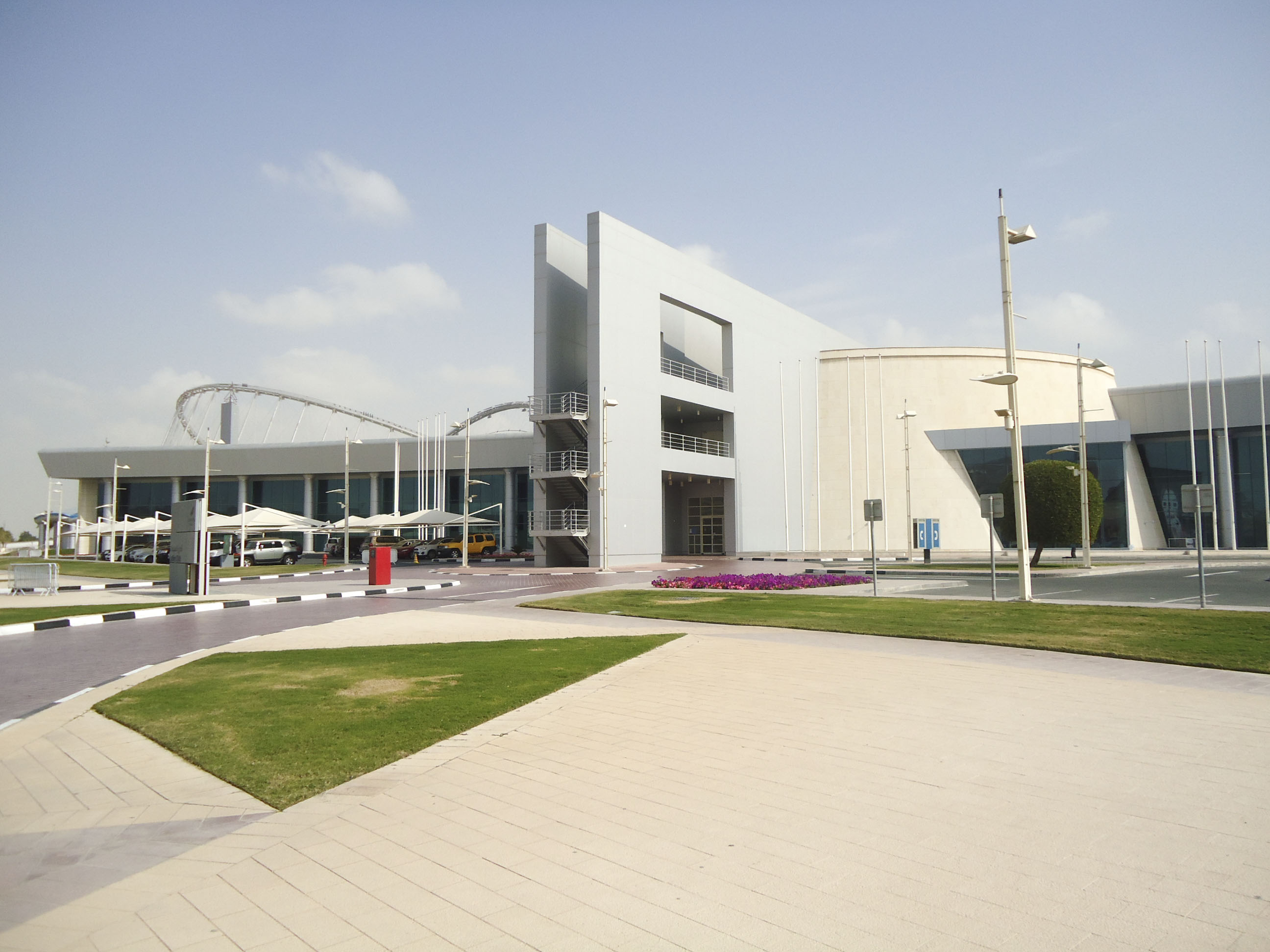
Ladies Club em Aspire Zone

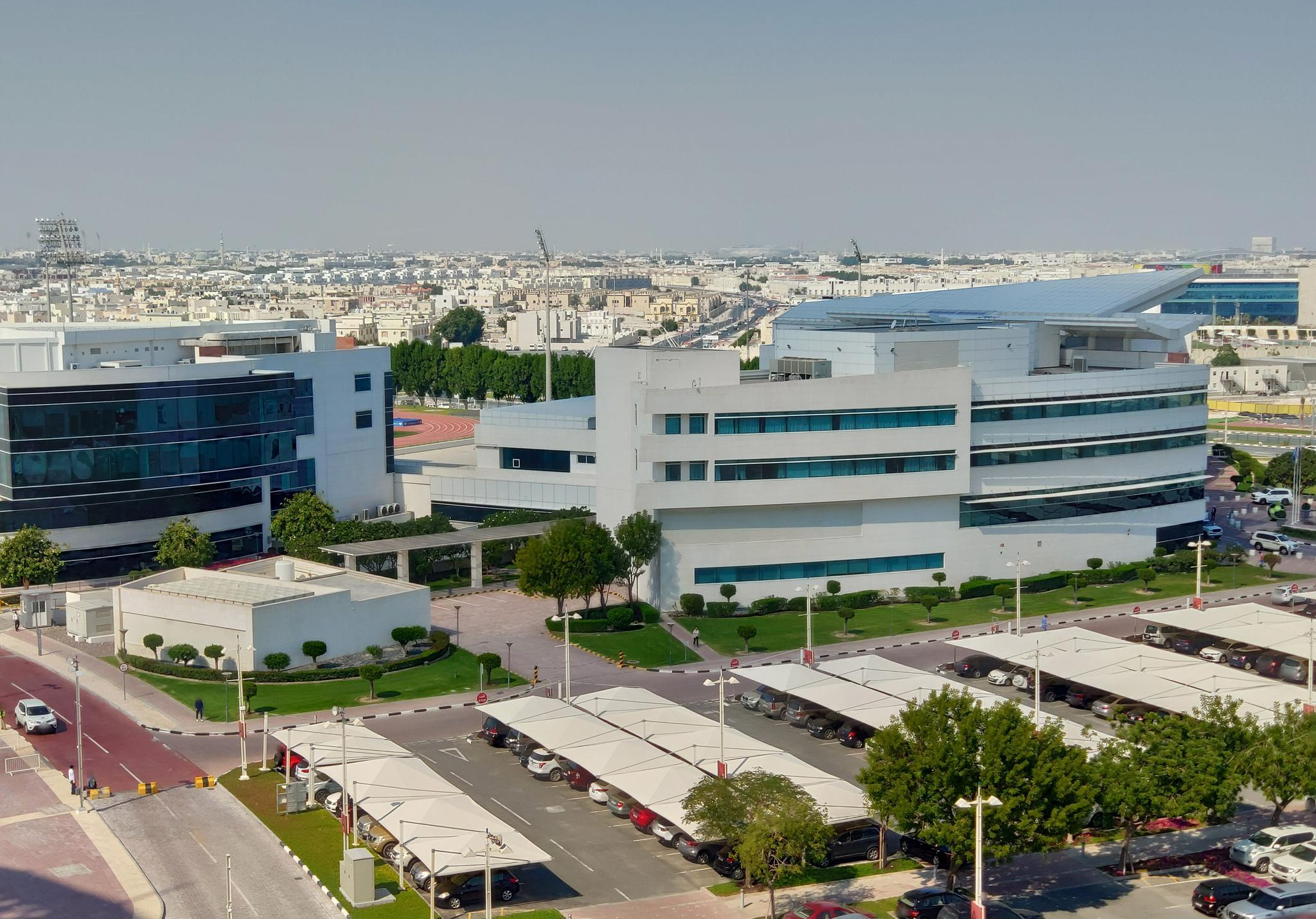
Vista aérea de Aspetar

A Aspire Zone também abriga a estrutura mais alta de Doha, a Aspire Tower, e fica ao lado do Villaggio Mall, o shopping mais popular do Catar.
O complexo é uma característica importante na candidatura para a Copa do Mundo da FIFA de 2022 apresentada pela Associação de Futebol do Catar e foi fundamental para a candidatura de Doha para os Jogos Olímpicos de 2016 apresentada pelo Comitê Olímpico do Catar .

## Instalações esportivas
As instalações esportivas da Aspire Zone incluem:
- Khalifa International Stadium, um estádio com capacidade para 50.000 pessoas usado principalmente para partidas de futebol .
- Hamad Aquatic Center, uma piscina olímpica .
- O Aspire Dome, que é o maior pavilhão poliesportivo coberto do mundo e contém 13 campos de jogo diferentes.[5]

## Academia Aspire
A Aspire Academy, uma academia esportiva para jovens, está localizada no centro da Aspire Zone.

## Aspetar
O Aspetar, hospital especializado em ortopedia e medicina desportiva, é uma das instalações do Aspire Zone. Iniciando suas operações em 2007, foi o primeiro hospital de medicina esportiva na região do Oriente Médio. Recebeu o credenciamento como Centro Médico de Excelência da FIFA em 2009. O hospital publica uma revista intitulada Aspetar Sports Medicine Journal .